# يوجين كيرتز
يوجين كيرتز (بالإنجليزية: Eugene Kurtz)‏ هو ملحن أمريكي، ولد في 27 ديسمبر 1923 في أتلانتا في الولايات المتحدة، وتوفي في 7 يوليو 2006 في باريس في فرنسا.

## وصلات خارجية
- يوجين كيرتز على موقع IMDb (الإنجليزية)
- يوجين كيرتز على موقع ميوزك برينز (الإنجليزية)
- يوجين كيرتز على موقع قاعدة بيانات الفيلم (الإنجليزية)